# Skarżyce (województwo mazowieckie)
Skarżyce – wieś w Polsce położona w województwie mazowieckim, w powiecie pułtuskim, w gminie Winnica. Ma status sołectwa.
Wieś duchowna Skarzyce położona była w drugiej połowie XVI wieku w  ziemi zakroczymskiej województwa mazowieckiego. W 1785 roku wchodziła w skład klucza golątkowskiego biskupstwa płockiego.
Pierwsza wzmianka o Skarzycach (leżących nad rzeką obecnie zwaną Niestępówką, a wcześniej - Bursiacką lub Wilczenicą) pochodzi z dokumentu ks. Konrada I Mazowieckiego z 1203 roku, w którym wieś wymieniana jest jako posiadłość biskupów płockich. Później Skarżyce, jako wieś zarobna, wchodziły w skład dóbr Golądkowo dalej jako własność kościelna, a następnie jako ekonomia rządowa. W 1835 roku dobra Golądkowo, wraz z folwarkiem i wsią Skarżyce, zostały nadane w majorat generał-adjutantowi księciu Michałowi Dymitrowiczowi Gorczakowowi, który w latach 1856-1861 był namiestnikiem Królestwa Polskiego. Po przeprowadzonym w Kongresówce w 1864 roku uwłaszczeniu chłopów, własność gruntów trafiła w ręce mieszkańców.
W dniu 5 września 1906 roku w Skarżycach urodził się Stefan Zawadzki syn Stanisława i Józefy z Kickich, starszy posterunkowy Policji Państwowej odznaczony Brązowym Krzyżem Zasługi, zamordowany przez NKWD w kwietniu 1940 roku w Twerze (patrz:Zbrodnia katyńska). W dniu 5 października 2007 roku Prezydent RP Lech Kaczyński awansował pośmiertnie Stefana Zawadzkiego na stopień aspiranta Policji Państwowej.
W latach 1975–1998 miejscowość położona była w województwie ciechanowskim.